# Franz Petrowitsch Schiller
Franz Petrowitsch Schiller (russisch Франц Петрович Шиллер; * 10. November 1898 im Dorf Tonkoschurowka (Mariental), Gouvernement Samara, Russisches Kaiserreich; † 22. Juni 1955 in Tinskaja, Region Krasnojarsk, Sowjetunion) war ein sowjetischer Literaturwissenschaftler.

## Leben
Schiller wurde in eine Familie russlanddeutscher Kleinbauern im wolgadeutschen Dorf Mariental geboren.
Von 1917 bis 1921 arbeitete er als Lehrer. Danach begann er ein Studium an der Moskauer Staatsuniversität. Ab 1929 lehrte er dort Literatur. Zudem war er Mitarbeiter des Gorki-Instituts für Weltliteratur.
1938 wurde er im Zuge der Stalinschen Säuberungen verhaftet. Nach seiner Freilassung 1946 arbeitete er als Schullehrer für Deutsch in der Omsker Region.